# Fintické svahy
Fintické svahy este o arie protejată (arie specială de conservare — SAC, sit de importanță comunitară — SCI) din Slovacia întinsă pe o suprafață de 746,52 ha, integral pe uscat.

## Localizare
Centrul sitului Fintické svahy este situat la coordonatele 49°04′02″N 21°15′08″E / 49.067222°N 21.252222°E.

## Înființare
Situl Fintické svahy a fost declarat sit de importanță comunitară în aprilie 2004 pentru a proteja 3 specii de plante și 8 specii de animale. Situl a fost protejat și ca arie specială de conservare în martie 2004.

## Biodiversitate
Situată în ecoregiunea alpină, aria protejată conține 8 habitate naturale: Roci stâncoase cu vegetație pionieră de Sedo-Scleranthion sau Sedo albi-Veronicion dillenii, Păduri pe pante, grohotișuri și ravene de Tilio-Acerion, Păduri stepice euro-siberiene cu Quercus spp., Păduri de fag Asperulo-Fagetum, Păduri panonice cu Quercus pubescens, Păduri de fag Luzulo-Fagetum, Pajiști stepice subpanonice, Pante stâncoase silicioase cu vegetație casmofită.
La baza desemnării sitului se află mai multe specii protejate:
- plante (3): Iris aphylla subsp. hungarica, sisinei (Pulsatilla grandis), dedițelul (Pulsatilla patens)
- păsări (1): pietrar sur (Oenanthe oenanthe)
- amfibieni (1): izvoraș-cu-burta-galbenă (Bombina variegata)
- mamifere (1): liliac cu urechi mari (Myotis bechsteinii)
- nevertebrate (5): Euplagia quadripunctaria, Leptidea morsei, fluturele purpuriu (Lycaena dispar), phengaris nausithous (Maculinea nausithous), Maculinea teleius

Pe lângă speciile protejate, pe teritoriul sitului au mai fost identificate 8 specii de plante, 2 specii de amfibieni, 2 specii de mamifere, 8 specii de nevertebrate, 4 specii de reptile.